# Sharon Cuneta
Sharon Cuneta-Pangilinan, plus connue sous le nom de Sharon Cuneta, est une actrice, chanteuse et animatrice de télévision philippine, née le 6 janvier 1966 à Pasay, dans le Grand Manille.
Superstar aux Philippines où on la surnomme « The Megastar »,, elle a joué dans plus de 50 films, présenté une dizaine de shows télévisés et enregistré une quarantaine de disques, recevant de nombreuses récompenses dans les trois domaines.
Elle a été mariée à l'acteur Gabby Concepcion (entre 1984 et 1987), avec qui elle a eu une fille, puis à l'homme politique Francis Pangilinan (en) (depuis 1998), avec qui elle a eu deux autres filles,.